# سمندرک پوست‌زبر
سمندرک پوست‌زبر (نام علمی: Taricha granulosa) نام یک گونه از تیره سمندران است.